# Исмаил Ахмед Исмаил
Исмаил Ахмед Исмаил (10 сентября 1984) — суданский легкоатлет, серебряный призёр Олимпийских игр 2008 года, многократный призёр чемпионатов Африки. Специализировался в беге на 800 метров. Также выступал в эстафете 4×400 метров.
Родился в 1984 году в Хартуме. В 2004 году вышел в финал Олимпийских игр, но занял восьмое место. Нёс флаг Судана на церемонии закрытия Игр. 
На следующих Играх он занял второе место, уступив в финале кенийцу Уилфреду Бунгею всего 0,05 сек. Это первая и пока единственная медаль Судана на Олимпийских играх. 
Также Исмаил Ахмед Исмаил является золотым медалистом Афро-Азиатских игр 2003. На летних Олимпийских играх 2012 года он был знаменоносцем от Судана на церемонии открытия. На этих Играх не сумел выйти в финал.

## Результаты на Олимпийские играх
| Олимпиада   | Дисциплина        | Место  |
| ----------- | ----------------- | ------ |
| 2004 Афины  | бег на 800 метров | 8      |
| 2008 Пекин  | бег на 800 метров | 2      |
| 2012 Лондон | бег на 800 метров | забеги |